# Fujisawa Ikunosuke

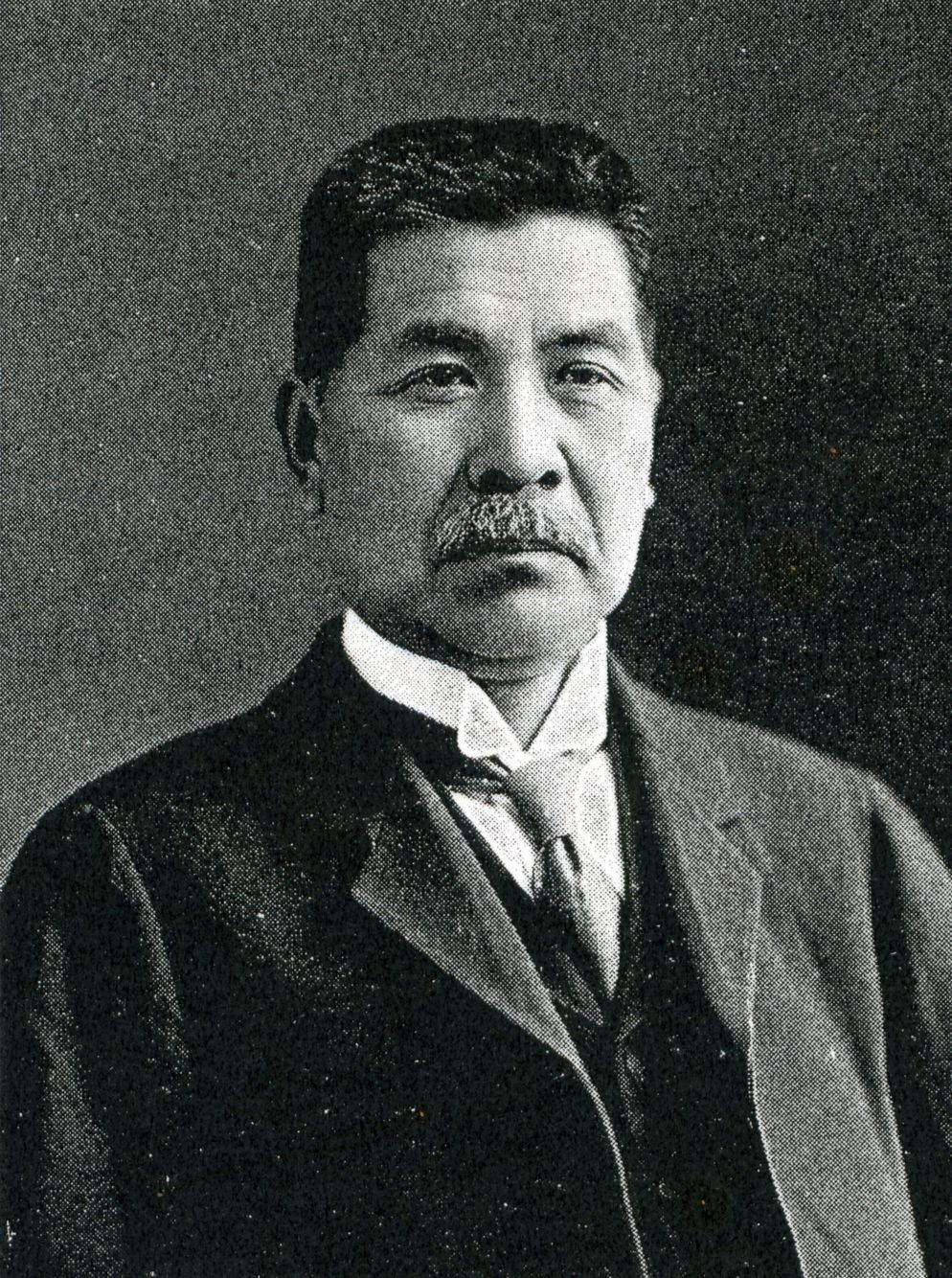
Fujisawa Ikunosuke

Fujisawa Ikunosuke (japanisch 藤沢 幾之輔; * 20. März 1859 in Sendai, Provinz Mutsu, heute: Präfektur Miyagi; † 3. April 1940) war ein japanischer Politiker, der unter anderem zwischen 1926 und 1927 Minister für Handel und Industrie im Kabinett Wakatsuki I sowie von 1930 bis 1931 Sprecher des Repräsentantenhauses war, des Unterhauses des Reichstages.

## Leben
Fujisawa Ikunosuke, Sohn eines Samurai des Sendai-Clans, besuchte nach der Meiji-Restauration die Miyagi English School und absolvierte daraufhin ein Studium der Rechtswissenschaften an der Shigematsu Law School (Shigematsu Hogakusha) in Kanda. Nach seiner anwaltlichen Zulassung ließ er sich 1880 als Rechtsanwalt in Sendai und engagierte sich in der Freiheits- und Volksrechtsbewegung. Er war zunächst Mitglied der 1882 gegründeten Konstitutionellen Reformpartei (Rikken Kaishintō) unter Ōkuma Shigenobu und fungierte als Mitglied und Vorsitzender der Versammlung der Präfektur Miyagi sowie Mitglied und Präsident der Stadtrats von Sendai.
Bei der Shūgiin-Wahl 1892 wurde Fujisawa erstmals zum Mitglied des Repräsentantenhauses (Shūgiin) gewählt, des Unterhauses des Reichstages (Teikoku-gikai), und gehörte diesem nach zwölf Wiederwahlen bis zum 13. April 1931. Nach der Fusion der Konstitutionellen Reformpartei mit verschiedenen kleineren Partei am 1. März 1896 wurde er Mitglied der daraus entstandenen Fortschrittspartei (Shinpotō), deren Vorsitzender ebenfalls Ōkuma Shigenobu war. Nach dem Zusammenschluss von Fortschrittspartei und Liberaler Partei (Jiyūtō) wurde er Mitglied der daraus am 20. Juni 1898 hervorgegangenen Verfassungspartei (Kensei Hontō) unter Ōkuma Shigenobu sowie im Anschluss Mitglied der aus dem Zusammenschluss der Kensei Hontō mit kleineren Partei am 14. März 1910 gegründeten Konstitutionellen Volkspartei (Rikken Kokumintō), deren Vorsitzender Inukai Tsuyoshi war. Er war des Weiteren Mitglied der Vereinigung von Gleichgesinnten (Rikken Dōshikai), die am 20. Januar 1913 von Katsura Tarō gegründet wurde. Im weiteren Verlauf seiner Parlamentszugehörigkeit war er unter anderem Vorsitzender des Haushaltsausschusses und trat der Verfassungsvereinigung (Kenseikai) bei, die am 10. Oktober 1916 als Zusammenschluss der Rikken Dōshikai unter Katō Takaaki, der Neutralen Versammlung (Chūseikai) unter Ozaki Yukio und des Kōyū Club, einer kleinen Oppositionsgruppe, entstanden ist.
Als Nachfolger von Kataoka Naoharu übernahm Fujisawa am 14. September 1926 den Posten als Minister für Handel und Industrie im Kabinett Wakatsuki I und bekleidete diesen bis 20. April 1927. Er trat zuletzt der Konstitutionell-Demokratische Partei (Rikken Minseitō), die im Juni 1927 durch den Zusammenschluss des Kenseikai von Wakatsuki Reijirō und der Partei politischer Freunde (Seiyū Hontō) von Tokonami Takejirō entstand.
Als Nachfolger von Horikiri Zenbē wurde er schließlich am 21. April 1930 Sprecher des Repräsentantenhauses und hatte das Amt des Präsidenten dieser Parlamentskammer bis zum 13. April 1931 inne, woraufhin Nakamura Keijirō Nach seinem Ausscheiden aus dem Shūgiin wurde er am 13. April 1931 durch Erlass des Tennō zum Mitglied des Herrenhauses (Kizokuin) ernannt, des Oberhauses des Reichstages, und gehörte diesem bis zum 20. Juni 1934 ernannt. Daraufhin wurde er zum Mitglied des Geheimen Rates (Sūmitsu-in) berufen, ein von 1888 bis 1947 bestehendes Beratungsgremium des Tennō.